# トロイメライ (アルバム)
『トロイメライ』は、Plastic Treeの通算4枚目のオリジナルアルバム。2002年9月21日発売。発売元はATMARK CORPORATION。

## 概要
前作『Parade』から約2年ぶりのオリジナルアルバム。インディーズ回帰後に発売されたシングル表題曲・カップリング曲4曲を含めた12曲が収録されている。本作以降、メンバーの表記がフルネームとなる。初回盤特殊デジパッケージ仕様。
CDジャーナルでは、「詞が純文学を想起させるような仕上がりで、曲によってそれに合わせたファンタジックなアレンジもなされている」と解説されている。

## 収録曲
1. 理科室 [5:05][1]
  - 作詞：有村竜太朗、作曲：長谷川正、編曲：Plastic Tree
2. グライダー [4:44][1]
  - 作詞：有村竜太朗、作曲：ナカヤマアキラ、編曲：Plastic Tree
3. 蒼い鳥 [4:57][1]
  - 作詞・作曲：有村竜太朗、編曲：Plastic Tree
  - 11thシングル。アルバム・ヴァージョンで収録されている[2]。
4. 散リユク僕ラ [4:25][1]
  - 作詞：有村竜太朗、作曲：ナカヤマアキラ、編曲：Plastic Tree
  - 10thシングル。アルバム・ヴァージョンで収録されている[2]。
5. ペットショップ [4:41][1]
  - 作詞：有村竜太朗、作曲：長谷川正、編曲：Plastic Tree
6. 懺悔は浴室で [4:59][1]
  - 作詞：有村竜太朗、作詞：長谷川正、編曲：Plastic Tree
7. 赤い靴 [5:28][1]
  - 作詞：長谷川正、作詞：ナカヤマアキラ、編曲：Plastic Tree
8. ガーベラ [4:12][1]
  - 作詞：有村竜太朗、作詞：長谷川正、編曲：Plastic Tree
  - 11thシングル『蒼い鳥』カップリング曲。
9. 千葉市、若葉区、6時30分。 [3:19][1]
  - 作詞：有村竜太朗、作詞：長谷川正、編曲：Plastic Tree
10. プラットホーム [3:37][1]
  - 作詞：有村竜太朗、作曲：ナカヤマアキラ、編曲：Plastic Tree・NARASAKI
  - 10thシングル『散リユク僕ラ』カップリング曲。
11. Hello [5:33][1]
  - 作詞：有村竜太朗、作曲：ナカヤマアキラ、編曲：Plastic Tree・西脇辰弥
12. 雨ニ唄エバ [6:45][1]
  - 作詞：有村竜太朗、作曲：長谷川正、編曲：Plastic Tree・西脇辰弥

## 収録ベスト・アルバム
- 『Best Album 白盤』（#3）
- 『Best Album 黒盤』（#2、#4、#6、#8、#9）